# 艾美寶
艾美寶 MLA（1969年—），加拿大政治人物，2009年起以卑詩新民主黨黨員身份擔任卑詩省議會溫哥華堅盛頓選區議員，為該省首位菲律賓裔省議員。

## 早年生活
艾美寶母親為一名護士，1965年從菲律賓宿務遷居加拿大，父親則為愛爾蘭裔加拿大人，任職紙漿廠經理，兩人於卑詩省魯珀特王子港結識後遷至該省蘭里市，艾美寶則於該市出生。一家曾先後移居諾華斯高沙省和土耳其，最後定居緬尼托巴省。艾美寶於當地上中學時學習南非種族隔離政策，自此對政治和社會公義產生興趣。
她中學畢業後考進卑詩大學，在大學生涯中參與女同性戀權益運動，並於卑詩菲律賓婦女中心擔任義工。她其後加入岸山巴士公司（Coast Mountain Bus Company）任職巴士司機，並活躍於所屬的加拿大汽車工人工會第111號分會，以及溫哥華及地區勞工議會和卑詩勞工聯會等組織。她亦於溫哥華協助組織和平反戰遊行。

## 從政
在2009年的卑詩新民主黨溫哥華堅盛頓選區候選人提名選舉中，艾美寶擊敗前卑詩教師聯會主席辛綺麗贏取候選人資格，再於同年5月省選中為新民主黨保著該議席，首度當選省議員。她成為該省首位菲律賓裔省議員，以及第二位公開同性戀身份的女性省議員。她此後在2013年、2017年、2020年和2024年省選中連任該區省議員。
艾美寶首次當選後獲任新民主黨兒童及家庭發展事務的副評議員，2012年則改任該黨的卑詩保險公司評議員和財政事務副評議員。2013年省選後，她續任新民主黨財政事務副評議員，並出任該黨的移民及臨時外勞事務評議員。
2014年12月，艾美寶宣布競逐國會下議院溫哥華東選區的聯邦新民主黨候選人提名。在2015年3月舉行的提名選舉中，艾美寶敗於時任溫哥華快樂山選區省議員關慧貞。
2017年省選產生懸峙議會，卑詩自由黨短暫以少數姿態執政但不久後倒台，新民主黨在綠黨支持下成為執政黨，艾美寶則獲新任省長賀謹委派出任扶貧事務議會秘書。她於2020年省選連任後，在新民主黨多數政府中改任長者服務及長期護理議會秘書。尹大衛接替賀謹出任省長後，於2022年12月7日委派艾美寶出任反種族歧視項目議會秘書。2024年省選後她出任省議會副議長。

## 外部連結
- 官方网站
- 艾美寶的X（前Twitter）